# Uivar
Uivar (in ungherese Újvár, in tedesco Neuburg an der Bega) è un comune della Romania di 4289 abitanti, ubicato nel distretto di Timiș, nella regione storica del Banato. 
Il comune è formato dall'unione di 6 villaggi: Iohanisfeld, Otelec, Pustiniș, Răuți, Sânmartinu Maghiar, Uivar.